# Brakujące zdjęcie
Brakujące zdjęcie (fr. L'image manquante) – kambodżańsko-francuski film dokumentalny z 2013 roku w reżyserii Rithy Panha, poświęcony ludobójczej dyktaturze Czerwonych Khmerów.
Obraz miał swoją premierę 19 maja 2013 roku w ramach sekcji "Un Certain Regard" na 66. MFF w Cannes, gdzie zdobył główną nagrodę tego przeglądu. Jako pierwszy w historii film reprezentujący Kambodżę, dokument ten zdobył nominację do Oscara dla najlepszego filmu nieanglojęzycznego. Był też nominowany do Cezara i Europejskiej Nagrody Filmowej za najlepszy film dokumentalny.

## Fabuła
Film, będący hybrydą gatunkową łączącą elementy dokumentu i animacji, przedstawia losy rodziny reżysera, przebywającej w obozie pracy w czasie dyktatury Czerwonych Khmerów (1975-1979). Nie dysponując żadnymi zdjęciami z tego okresu, Rithy Panh użył figurek ceramicznych, by zobrazować swoje stracone dzieciństwo, tragedię własnej rodziny i całego kambodżańskiego społeczeństwa poddanego zorganizowanemu ludobójstwu. Ujęcia niewolniczej pracy w obozie są w filmie skontrastowane z propagandowymi materiałami archiwalnymi, rozpowszechnianymi przez reżim Pol Pota.